# 사기트 무르타잘리예프
사기트 마고메도비치 무르타잘리예프(러시아어: Саги́д Магоме́дович Муртазалиев, 우크라이나어: Сагід Магомедович Муртазалієв 사히드 마호메도비치 무르타잘리예우[*], 1974년 3월 11일 ~ )는 러시아의 레슬링 선수, 정치인이다. 1999년 세계 레슬링 선수권 대회와 2000년 하계 올림픽에서 자유형 헤비급 금메달을 획득했다.